# Muchomornica płacząca

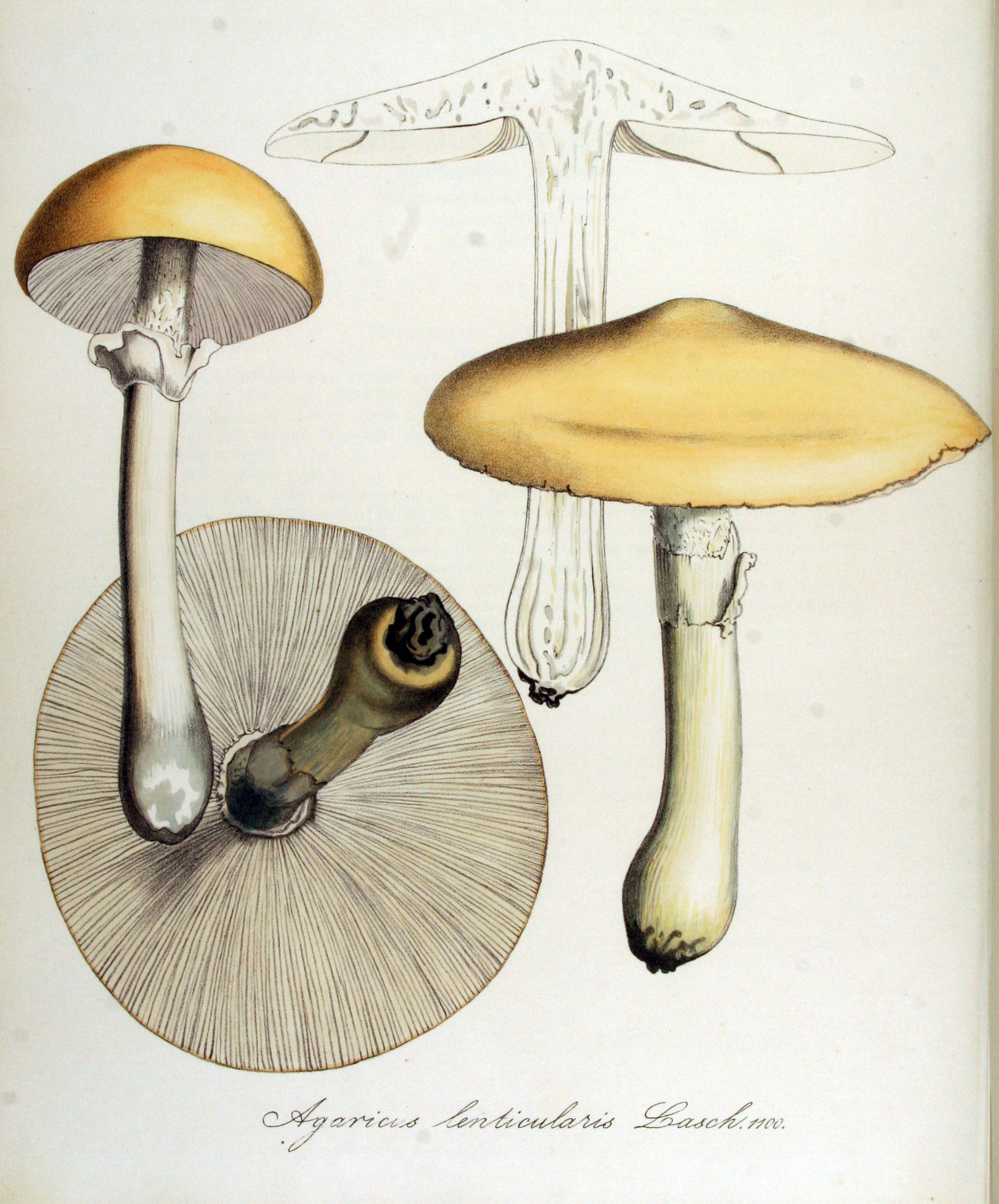

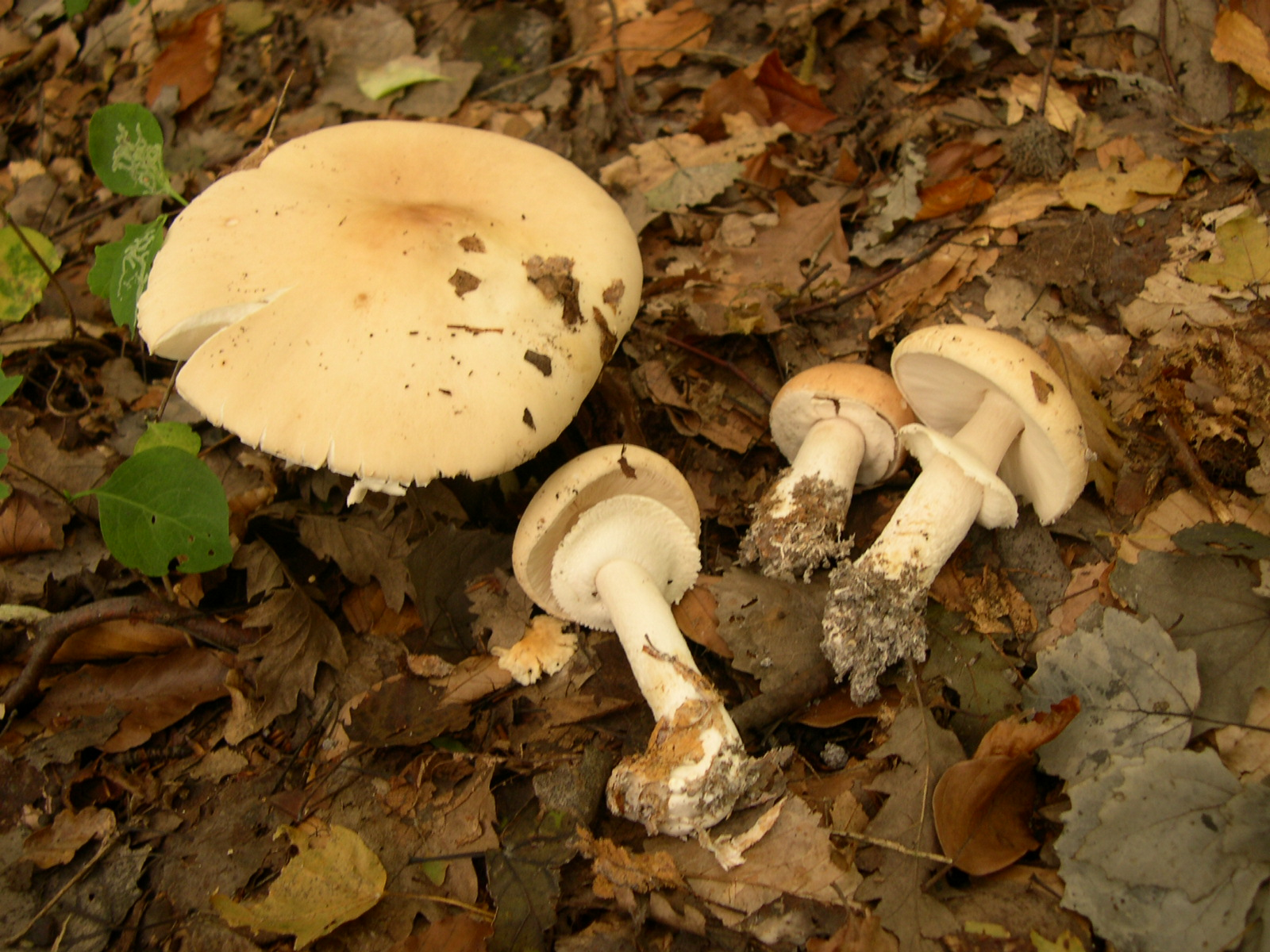

Muchomornica płacząca (Limacellopsis guttata (Pers.) Zhu L. Yang, Q. Cai & Y.Y. Cui) – gatunek grzybów z rodziny muchomorowatych (Amanitaceae).

## Systematyka i nazewnictwo
Pozycja w klasyfikacji: Amanitaceae, Agaricales, Agaricomycetidae, Agaricomycetes, Agaricomycotina, Basidiomycota, Fungi według Index Fungorum.
Po raz pierwszy opisał go w 1793 roku Persoon, nadając mu nazwę Agaricus guttatus. Obecną nazwę nadali mu w 2018 roku Zhu L. Yang, Q. Cai i Y.Y. Cui, przenosząc go do rodzaju Limacellopsis.
Niektóre synonimy naukowe:

- Agaricus guttatus Pers.
- Agaricus lenticularis Lasch
- Agaricus megalodactylus Berk. & Broome
- Amanitella lenticularis (Lasch) Maire
- Lepiota guttata (Pers.) Quél.
- Lepiota lenticularis (Lasch) Gillet
- Lepiota vapida (Fr.) Gillet
- Limacella guttata (Pers.) Konrad & Maubl. 1949
- Limacella lenticularis (Lasch) Maire
- Myxoderma lenticulare (Lasch) Kühner[2].

Nazwę polską nadał Władysław Wojewoda w 2003 r. Czasami opisywana jest też jako muchomornica kroplista. Nazwy te są niespójne z aktualną nazwą naukową.

## Morfologia
Kapelusz
Średnica 6–11 cm, u młodych owocników półkulisty, później stożkowaty, w końcu płaski z tępym garbem. Brzeg ostry. Powierzchnia podczas suchej pogodzie gładka, jedwabista, podczas wilgotnej śliska i błyszcząca. Kolor od silnie kremowej, przez jasnoochrową do brązowoochrowej, środek ciemniejszy.
Blaszki
Wąskie, wolne, białawe o gładkich ostrzach. Czasami występują na nich krople cieczy, które po wyschnięciu zmieniają barwę na oliwkowozieloną.
Trzon
Wysokość 8–15 cm, grubość 0,8–1,5 cm, walcowaty, pełny i twardy, o bulwiasto zgrubiałej podstawie. Posiada trwały zwisający pierścień, na którym znajdują się krople cieczy, po zaschnięciu przyjmujące oliwkowozielony kolor. Czasami jednak krople te nie występują. Powierzchnia nad pierścieniem jest biała, włókienkowata, pod nim biała i kosmkowato-włóknista.
Miąższ
Gruby, biały. Ma mączny smak i zapach.
Wysyp zarodników
Biały. Zarodniki elipsoidalne lub jajowate, gładkie, nieamyloidalne, o rozmiarach 4–5 × 3,5–4 μm.

## Występowanie i siedlisko
Występuje w Ameryce Północnej, Europie i Australii. W Polsce gatunek rzadki. Znajduje się na Czerwonej liście roślin i grzybów Polski. Ma status V – gatunek narażony na wyginięcie. Znajduje się na listach gatunków zagrożonych także w Niemczech, Holandii, Szwecji, Finlandii, Słowacji, Czechach.
Grzyb mykoryzowy. Rośnie na ziemi w liściastych i mieszanych lasach, często na obrzeżach dróg leśnych. Owocniki wytwarza od lipca do listopada.

## Znaczenie
Grzyb jadalny, jednak nie zaleca się jego zbierania, gdyż łatwo można go pomylić z trującymi muchomorami. Nie powinien być zbierany również ze względu na rzadkie występowanie.